# Нюмальм, Берндт Отто
Берндт Отто Нюмальм (швед. Berndt Otto Nymalm; в русской литературе встречаются варианты Нумальм, Нимальм; 8 февраля 1819, Куркийоки, Выборгская губерния — 17 июня 1887, Гельсингфорс) — финский геодезист шведского происхождения, действительный статский советник.

## Биография
Родился в семье чиновника Выборгской губернской канцелярии (отец — Хенрик Юхан Нюмальм, швед. Henrik Johan Nymalm, мать — Мария Ловиса Фагерстрём, швед. Maria Lovisa Fagerström). 
Начальное образование получил в Выборгском уездном училище, среднее — в Выборгской гимназии (1833-1835) и землемерном училище. В 1839 оду поступил в Императорский Александровский университет в Гельсингфорсе, который окончил в 1843 году с дипломом геодезиста. 
По возвращении в Выборг поступил на государственную службу, с 1847 года занимал должность выборгского губернского землемера, а с 1856 года также инженера землеустроительной и лесотехнической службы. В должности губернского землемера получил известность в качестве автора плана застройки Выборга, предусматривавшего снос устаревших укреплений Рогатой крепости и формирование сети новых прямых улиц, разделивших территорию бывших предместий на участки правильной формы. Реализация утверждённого в 1861 году плана, ознаменовавшего новый этап в развитии Выборга, растянулась на несколько десятилетий: он был основой развития городской застройки вплоть до 1920-х годов. Нюмальм подписал этот проект в последний день 1860 года, а позже переехал на повышение в Гельсингфорс, где с 1872 года занимал пост главного директора финляндского землеустроительного управления. В 1876 году получил чин статского советника, а в 1886 году — чин действительного статского советника. 
В браке с Терезией Элизабет Линд (швед. Teresia Elisabet Lindh, с 1848 года) имел двоих детей. 
Скончался в 1887 году в Гельсингфорсе.